# Karusellen (film)
Karusellen är en svensk stumfilm från 1923 i regi av Dimitri Buchowetzki. 

## Om filmen
Filmen premiärvisades 1 oktober 1923 på biograf Skandia i Stockholm. Den spelades vid ateljé i Johannisthal Berlin Tyskland med exteriörer från Danmark och Stockholm av Julius Jaenzon.  

## Rollista
- Walter Janssen – Robert Benton, f.d. cirkusartist
- Aud Egede-Nissen – Blanche Benton, hans hustru
- Alfons Fryland – Raymond Duval
- Jakob Tiedtke – Philippsen, Blanches far
- Lydia Potechina – Fru Philippsen
- Ferry Sikla – Lazar, bankir
- Guido Herzfeld – Cirkusdirektör
- Rosa Valetti – Cirkusdirektörens fru
- Waldemar Pottier – Bentons son